# Pseudagrion rufocinctum
Pseudagrion rufocinctum é uma espécie de libelinha da família Coenagrionidae.
Pode ser encontrada nos seguintes países: República Democrática do Congo, Tanzânia e Uganda.
Os seus habitats naturais são: florestas subtropicais ou tropicais húmidas de baixa altitude e nascentes de água doce.
Está ameaçada por perda de habitat.